# BMW Flugmotorenfabrik Eisenach
Die BMW Flugmotorenfabrik Eisenach war ein Fertigungsbetrieb für Flugmotoren der Bayerischen Motorenwerke im thüringischen Eisenach, der von 1936 bis 1945 bestand.

## Vorgeschichte
Die Unternehmensgeschichte der Bayerischen Motorenwerke in München begann während des Ersten Weltkriegs mit der Herstellung von Flugmotoren des Typs BMW IIIa. Ab 1923 wurden dort Motorräder gebaut, 1924 wurde die nach dem Ersten Weltkrieg eingestellte Produktion von Flugmotoren in München wiederaufgenommen. BMW übernahm 1928 die Fahrzeugfabrik Eisenach und begann dort mit der Produktion von Automobilen, heute das Hauptgeschäftsfeld von BMW.
Nach der Machtergreifung der NSDAP stieg mit Beginn der Aufrüstung der Luftwaffe Mitte der 1930er Jahre die Nachfrage nach Flugmotoren stark an. Die Kapazitäten des Münchner Werkes reichten für den Bedarf der Luftwaffe, speziell des BMW 132 für die Großserienfertigung der Junkers Ju 52, nicht mehr aus und so begann BMW in Eisenach neben Automobilen und Motorrädern auch Flugmotoren zu bauen. Die Flugmotorenproduktion wurde in die dafür am 16. Oktober 1936 gegründete „Flugmotorenfabrik Eisenach GmbH, Eisenach“ ausgelagert. Nach einer Kapitalerhöhung auf fünf Millionen Reichsmark hielt das Deutsche Reich über die Bank der Deutschen Luftfahrt 70 Prozent der Gesellschaftsanteile. Bis Februar 1940 hatte BMW diese Anteile zurückerworben. Die Gesellschaft firmierte dementsprechend seit Dezember 1939 unter „BMW Flugmotorenfabrik Eisenach GmbH“.

## Werk Dürrerhof
Auf Weisung des Reichsluftfahrtministeriums war BMW gehalten, die Flugmotorenproduktion aus dem zivilen Fahrzeugwerk in der Eisenacher Innenstadt auch räumlich auszugliedern. Hierfür wurde von März 1936 bis Januar 1937 nahe Hötzelsroda, nordöstlich von Eisenach, in der Flur des Herrensitzes Dürrerhof, ein neues Werk in waldreicher Umgebung errichtet, das zunächst aus drei Produktions- und Fertigungshallen, einem Verwaltungsgebäude mit Kantine, einer Lehrwerkstatt, einem Kesselhaus und Prüfständen bestand. Intern wurde es als BMW Werk 3 geführt.

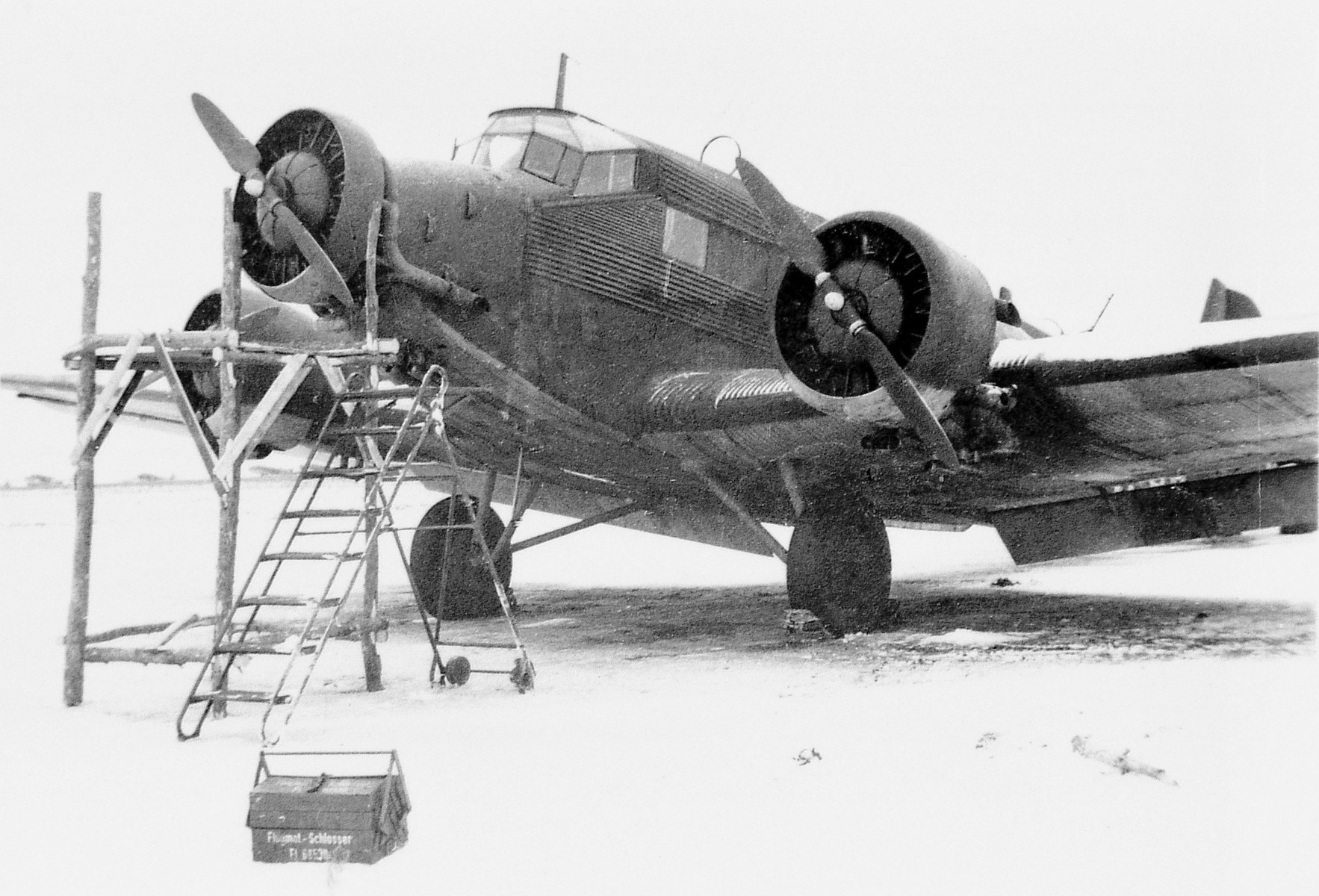
Ju 52/3m mit 3× BMW 132 T

Der stark gestiegene Bedarf an Flugzeugmotoren führte ab September 1939 zu einer Erweiterung der Werksanlagen um eine große Doppelhalle aus selbsttragenden Betonelementen und ein Gebäude mit zwölf Testständen. Die Energieversorgung des Werkes erfolgte über ein eigenes Kraftwerk. Das Werk galt als eines der modernsten seiner Zeit. 1940 hatte es 2000 Mitarbeiter. Die Zahl der Beschäftigten stieg bis zur Schließung 1945 auf 5000 an. 1943 waren 40 %, 1945 60 % der Belegschaft Fremdarbeiter. Zur Deckung des Personalbedarfs wurde auf dem Werksgelände ein Außenlager des KZ Buchenwald mit dem Decknamen „Emma“, in dem bis zu 650 Menschen untergebracht waren, eingerichtet.

## Produkte

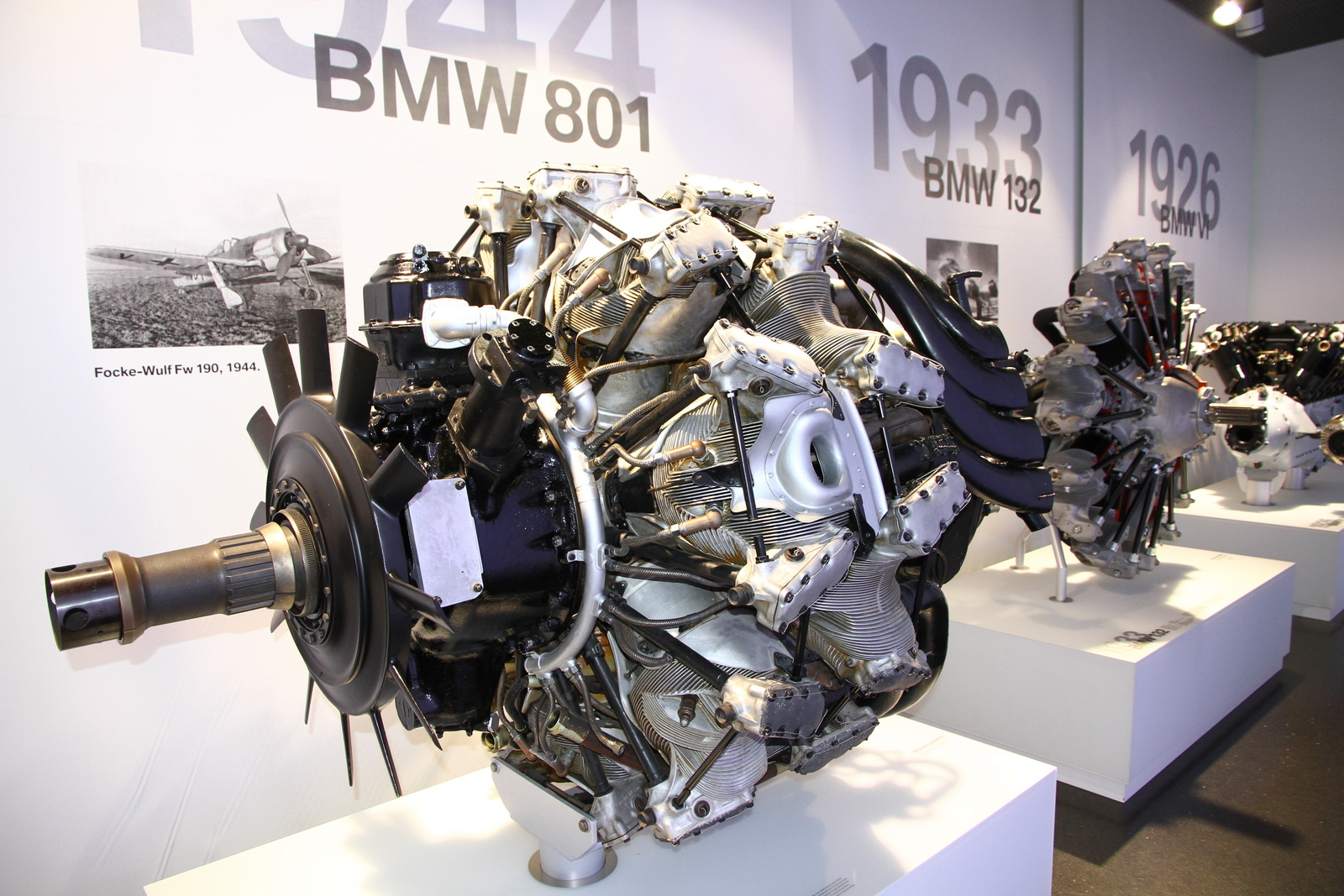
Flugmotor BMW 801

Das Werk produzierte zunächst hauptsächlich Motoren der Baureihe BMW 132, luftgekühlte Neunzylinder-Sternmotoren mit einer Leistung von bis zu 960 PS, die auf einer Lizenz des US-amerikanischen Pratt & Whitney R-1690 basierten. Die Motoren wurden in zahlreichen Flugzeugen der damaligen Zeit eingesetzt, unter anderem in der Ju 52.
Ab 1944 wurde der Doppelsternmotor Typ BMW 801 aufgearbeitet und repariert, der mit einer Leistung von 1700 PS unter anderem in der Focke-Wulf Fw 190 zum Einsatz kam.
Neben dem Bau von Motoren wurden im Werk auch verschlissene oder beschädigte Motoren aufgearbeitet.

## AußenlagerEmma
Ab 1940 sind in Eisenach große Zahlen Kriegsgefangener dokumentiert. Viele von ihnen wurden im BMW Flugmotorenwerk Eisenach als Zwangsarbeiter eingesetzt. Sie waren zunächst in Barackenlagern im gesamten Stadtgebiet untergebracht. Das Außenlager Emma wurde im April 1944 in einer Fabriketage des Werkes am Dürrerhof eingerichtet. Hierhin wurden Häftlinge aus dem Außenlager Allach und später aus Buchenwald verlegt. Das Lager war durchschnittlich mit 300 bis 500 Menschen belegt.
Nach dem letzten der alliierten Luftangriffe auf Eisenach wurde das Außenlager am 16. Februar 1945 evakuiert, die zu diesem Zeitpunkt 383 Häftlinge wurden nach Buchenwald verlegt.

## Zerstörung und Demontage des Werkes

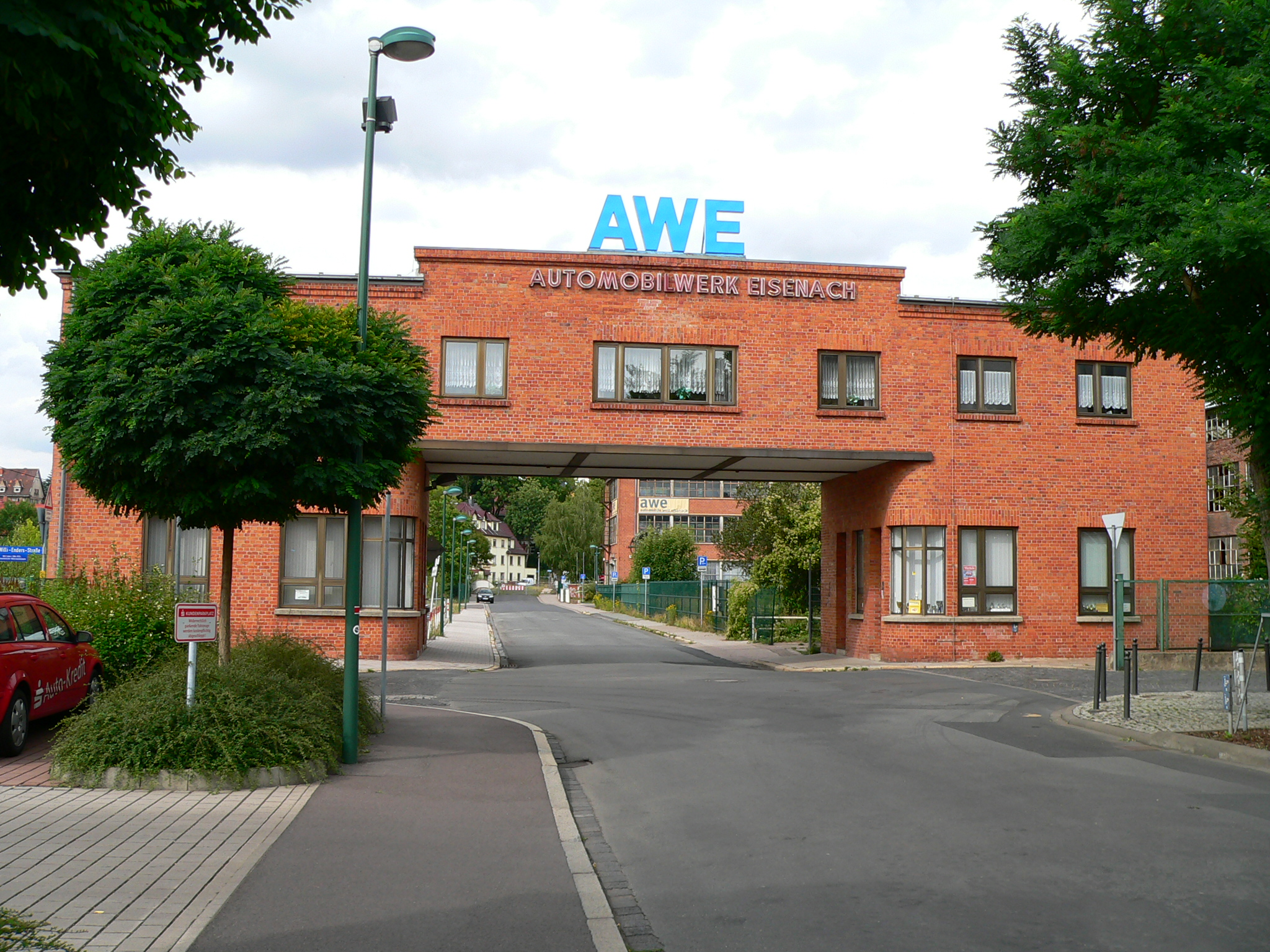
Das Haupttor des ehemaligen Flugmotorenwerkes an seinem heutigen Standort

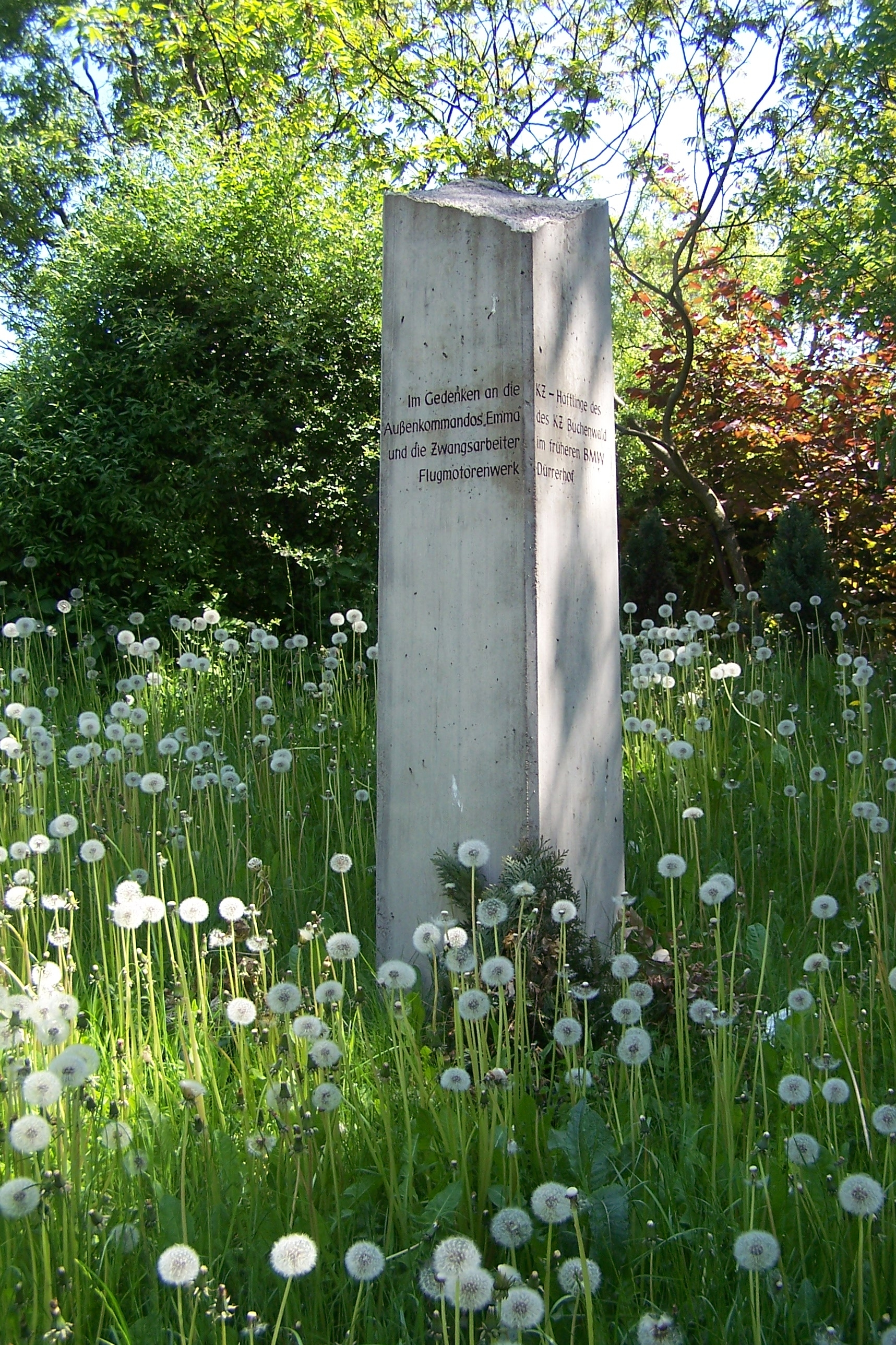
Gedenkstein an der Straße nach Hötzelsroda

Bei einem Luftangriff am 11. September 1944 wurde das BMW-Werk von 71 Boeing B-17-Bombern der 8th Air Force der USAAF mit etwa 20 Tonnen Bombenlast (807 Bomben) angegriffen. Das Werksgelände erhielt 63 Treffer, 17 davon auf Gebäude. Durch die Bombentreffer brachen Brände in den Kellergeschossen aus, in denen hochentzündliche Materialien gelagert waren. Das Feuer zerstörte einen Teil des Werkes und legte die Produktion weitgehend lahm. Weite Teile der Rüstungsproduktion waren zu diesem Zeitpunkt bereits in Schachtanlagen des Werra-Kalireviers ausgelagert worden, unter anderem in die ehemalige Kalischachtanlage Abteroda, bei der zur Deckung des Personalbedarfs eigens das KZ Abteroda errichtet wurde.
Nach der Besetzung Thüringens durch US-amerikanische Besatzungstruppen wurden alle verfügbaren Dokumente und Finanzmittel sowie leitendes Personal des Flugmotorenwerkes in das BMW-Stammwerk nach München gebracht. Nach dem Abzug der US-Amerikaner begann unter den sowjetischen Besatzungstruppen ab Sommer 1945 die vollständige Demontage des Werkes. Die erhalten gebliebenen Maschinen und Flugzeugteile wurden in die Sowjetunion verbracht und die Werksgebäude bis Anfang der 1960er-Jahre abgetragen, wobei ein Teil des Abbruchmaterials für die Militärunterkünfte auf dem nahegelegenen Truppenübungsplatz Kindel wiederverwendet wurde.
Das Werksgelände am Dürrerhof wurde nachfolgend als Mülldeponie genutzt. Bis auf die Ruine eines Nebengebäudes finden sich keine baulichen Reste des Werkes mehr. Als einziges Gebäude des Flugmotorenwerkes blieb das markante Werkstor erhalten, das 1946 abgebaut und auf das Gelände der Fahrzeugfabrik Eisenach umgesetzt wurde und dort fortan als Haupteingangstor des Automobilwerkes Eisenach diente. Es beherbergte den Betriebsschutz und eine Außenstelle der Volkspolizei. Heute ist es der Sitz der Stiftung automobile welt eisenach und steht unter Denkmalschutz.
An der von Eisenach nach Hötzelsroda führenden Landstraße steht seit 2006 nahe der früheren Werkseinfahrt ein Gedenkstein zur Erinnerung an die KZ-Häftlinge des Außenlagers „Emma“ und die Zwangsarbeiter im früheren Flugmotorenwerk.